# Bloober Team
Bloober Team – polski producent gier komputerowych z siedzibą w Krakowie, notowany na Giełdzie Papierów Wartościowych w Warszawie.

## Historia
Na początku spółka zajmowała się tworzeniem gier na platformy takie jak Nintendo DS oraz Wii. Teraz specjalizuje się w produkcji gier m.in. na komputery osobiste, PlayStation 4, Xbox One, Nvidia Shield czy też PlayStation Vita. Bloober Team S.A. jest dotowany ze środków Ministerstwa Kultury i Dziedzictwa Narodowego, które współfinansowało grę Music Master Chopin.
Studio Bloober Team jest także twórcą A-Men – pierwszego polskiego tytułu startowego na przenośną konsolę PlayStation Vita. Dystrybutorem rozszerzonej wersji A-Men w Ameryce Północnej jest TopWare Interactive. Rozszerzona edycja gry ma ukazać się na rynku amerykańskim w drugiej połowie 2012 roku.
W roku 2014 studio wydało Basement Crawl na PlayStation 4 –  grę akcji inspirowaną klasycznymi tytułami w stylu Bombermana oraz Spy vs. Spy. Ze względu na mnogość wad, produkcja nie spotkała się z ciepłym przyjęciem. Studio postanowiło zreflektować się i tak powstała ich kolejna gra – BRAWL. Produkcja ta oferuje co prawda przeznaczony dla jednego gracza tryb kampanii, jednak skrzydła rozwija dopiero w multiplayerze. Twórcy przewidzieli możliwość rywalizacji w sieci lokalnej lub przez internet dla max. 4 graczy. Zabawa może toczyć się na ponad 20 interaktywnych mapach, w jednym z kilku wariantów rozgrywki, takich jak Klasyczny, Sumo, czy tryb Dominacji Kolorów. Możliwa jest także zabawa w kooperacji, gdzie łącząc siły z innym graczem wspólnie próbujemy swych sił w jednym z dwóch trybów wyzwań: Sheep oraz Horde. W kwietniu 2015 roku gra ukazała się na platformach PlayStation 4 oraz PC. W lutym 2016 roku BRAWL pojawił się także w wersji pudełkowej na rynku polskim, za sprawą wydawnictwa Techland
16 lutego 2016 roku miała miejsce premiera kolejnej produkcji studia – horroru Layers of Fear. To gra, w której wcielamy się w obłąkanego malarza, starającego się dokończyć pracę nad dziełem swojego życia. Rozgrywka opiera się na przemierzaniu kolejnych lokacji domu, który zmienia się pod wpływem wizji artysty.
W 2017 roku wydano Observera – horror rozgrywający się w futurystycznej Polsce.
W 2018 roku przedsiębiorstwo zostało uhonorowane Paszportem „Polityki”.
W 2019 roku została wydana kontynuacja jednej z ich produkcji – Layers of Fear 2 – oraz horroru na licencji serii filmowej – Blair Witch. W 2022 roku przedsiębiorstwo uruchomiło program stypendialny dla osób poszkodowanych w wyniku inwazji Rosji na Ukrainę.
19 października 2022 roku wydawca Konami ogłosił remake gry Silent Hill 2, którego produkcją zajął się Bloober Team. Data wydania gry została ustalona na 8 października 2024.
Po pozytywnym odbiorze remaku Silent Hill 2, 12 czerwca 2025 r. został ogłoszony remake pierwszej części gry Silent Hill.

## Lista gier
- Music Master: Chopin – Classic 2010
- Music Master: Chopin – Rock 2010
- Hospital Havoc – 2010
- HISTORY: Egypt Engineering an Empire –  2010
- A-men – 2012
- A-Men 2 – 2013
- Deathmatch Village – 2013
- Alien Breed – 2013
- Basement Crawl – 2014
- BRAWL – 2015
- Layers of Fear – 2016
- Observer – 2017
- Layers of Fear: Legacy – 2018
- Layers of Fear 2 – 2019
- Blair Witch – 2019
- Observer: System Redux – 2020
- The Medium – 2021
- Silent Hill 2 – 2024